# Melina Kanakaredes
Melina Eleni Kanakaredes (Grieks: Μελίνα Ελένη Κανακαρίδη, Melína Eléni Kanakarídi) (Akron, Ohio, 23 april 1967) is een Amerikaanse actrice, die het meest bekend is geworden door haar rol als Dr. Sydney Hansen in Providence en door haar rol als Detective Stella Bonasera in de politieserie CSI: NY.

## Filmografie
| Film                                  | Rol                       | Bijzonderheden                  |
| ------------------------------------- | ------------------------- | ------------------------------- |
| Bleeding Hearts                       | Daphne                    |                                 |
| The Guiding Light                     | Eleni Andros              | Televisieserie                  |
| Due South                             | Victoria Metclafe         | Televisieserie (3 afleveringen) |
| New York News                         | Angelina Villanova        |                                 |
| NYPD Blue                             | Benita Alden              | Televisieserie (5 afleveringen) |
| The Long Kiss Goodnight               | Trin                      |                                 |
| Leaving L.A.                          | Libby Galante             |                                 |
| The Practice                          | Andrea Wexler             |                                 |
| Dangerous Beauty                      | Livia                     |                                 |
| Rounders                              | Barbara                   |                                 |
| Saint Maybe                           | Rita                      |                                 |
| 15 minutes                            | Nicolette Karas           |                                 |
| Providence                            | Dr Sydney Hansen          | Won een TV Guide Award (2000)   |
| CSI: NY (2004-2010)                   | Detective Stella Bonasera | Won een Scream Award (2006)     |
| Percy Jackson and the Lightning Thief | Athena                    |                                 |
| Snitch                                | Sylvie Collins            |                                 |

- Biblioteca Nacional de España: XX4615948
- Bibliothèque nationale de France: cb151097511 (data)
- Gemeinsame Normdatei: 1016974531
- International Standard Name Identifier: 0000 0001 1461 6955
- Library of Congress Control Number: no99061613
- Trove: 1145620
- Virtual International Authority File: 68569035
- WorldCat: E39PBJyMcC8HYpkC3wkCPCrDv3